# Pecalongan
Pecalongan is een bestuurslaag in het regentschap Bondowoso van de provincie Oost-Java, Indonesië. Pecalongan telt 3280 inwoners (volkstelling 2010).